# 井茂圭洞
井茂 圭洞（いしげ けいどう、1936年9月16日 - ）は、日本の教育者、書家。一東書道会会長、京都教育大学名誉教授、日本芸術院会員、文化功労者。本名は井茂 雅吉（いしげ まさきち）。
高等学校の教員を経て、京都教育大学教育学部教授、公益社団法人日展副理事長などを歴任した。

## 来歴

### 生い立ち
1936年生まれ、兵庫県出身。本名は雅吉。1954年より深山龍洞に師事。京都学芸大学（現・京都教育大学）卒。大学卒業後は、高等学校の教員として書道を教えていた。

### 書家として
61年「若山牧水の歌」が日展初入選。1991年京都教育大学教授。97年日展評議員。「清流」で2001年日展内閣総理大臣賞、2001年芸術院賞。2012年日本芸術院会員。2018年文化功労者。2023年文化勲章受章。

## 著作
- 『日本書学大系 研究篇 第5巻 かなの書』榎倉香邨,桑田三舟,高木聖鶴,日比野光鳳共著 同朋舎出版 1989
- 『二玄社かな字典』編 1991
- 『かな古典の学び方 11 和泉式部続集切 伝藤原行成』編 二玄社 1993
- 『読売書法講座 9 漢字かな混用』近藤摂南共編 読売新聞社 1995